# Gertschius agilis
Espèce
Synonymes
- Serradigitus agilis Sissom & Stockwell, 1991

Gertschius agilis est une espèce de scorpions de la famille des Vaejovidae.

## Distribution
Cette espèce se rencontre aux États-Unis en Arizona et au Nouveau-Mexique et au Mexique au Sonora.

## Description
Le mâle holotype mesure 16,67 mm et la femelle paratype 22,89 mm.

## Systématique et taxinomie
Cette espèce a été décrite sous le protonyme Serradigitus agilis par Sissom et Stockwell en 1991. Elle est placée dans le genre Gertschius par Graham et Soleglad en 2007.

## Publication originale
- Sissom & Stockwell, 1991 : « The genus Serradigitus in Sonora, Mexico, with descriptions of four new species (Scorpiones, Vaejovidae). » Insecta Mundi, vol. 5, no 3/4, p. 197-214 (texte intégral).